# Bessel Fjord (fjord i Grönland, lat 75,98, long -21,17)
Bessel Fjord är en fjord i Grönland (Kungariket Danmark). Den ligger i den nordöstra delen av Grönland, 1 700 km nordost om huvudstaden Nuuk.